# Julián Martínez-Simancas Ximénez
Julián Martínez-Simancas Ximénez (Granada, 4 de septiembre de 1881 – Tetuán, protectorado español de Marruecos,  9 de junio de 1939) fue un militar español, alumno de la Academia de Caballería de Valladolid, que completó sus estudios en la Academia de Infantería de Toledo, donde más tarde ejerció como profesor y bibliotecario. Su vida militar se desarrolló principalmente en el Protectorado español de Marruecos, donde intervino en diferentes acciones castrenses. El 17 de julio de 1936, habiendo recibido órdenes del teniente coronel Juan Yagüe, declaró el estado de guerra en Ceuta.
Durante la Guerra Civil, fue nombrado director de la Academia de Alféreces Provisionales de Riffien y más tarde coronel inspector de las academias de Riffien y Tauima. 

## Biografía
Hijo de Víctor Martínez Jiménez, natural de Segovia, y de Teresa Simancas García, natural de Granada, tuvo tres hermanos: Josefa, Teresa y Víctor Martínez Simancas.
Su padre perteneció al Cuerpo de Farmacéuticos Militares y, probablemente, el ambiente militar en que vivió influyera en la decisión de los dos hermanos varones de incorporarse al Ejército.
El 1 de julio de 1897 ingresó como alumno en la Academia de Caballería de Valladolid, de donde salió, dos años después, con el empleo de segundo teniente de Caballería y destino en el Regimiento de Dragones de Numancia n.º 11, al que no llegaría a presentarse, pues se le concedió pasar a la Academia de Infantería de Toledo para cursar estudios especiales, a cuyo término, en abril de 1900, fue promovido al empleo de segundo teniente de Infantería y destinado al Regimiento de Córdoba n.º 10, de guarnición en Granada, donde dos años más tarde se le uniría su hermano Víctor.
En 1903 obtuvo el empleo de primer teniente de Infantería, con el que continuó en el mismo destino. El 22 de abril de 1904 marchó con su compañía a Almería para tributar honores a la llegada del rey Alfonso XIII.
Del Regimiento de Córdoba fue trasladado al de Borbón, en Málaga, en 1906, y de este un año después al Batallón Cazadores de Chiclana n.º 17, en Ronda, en el que comenzó a ejercer como profesor, actividad que marcará decisivamente su vida militar.
En enero de 1909 fue nombrado en comisión ayudante de profesor en la Academia de Infantería de Toledo y, aunque llegó a tomar posesión del cargo, enseguida solicitó destino en el Regimiento de Wad Ras n.º 50, que como consecuencia de los incidentes que se iniciaron en Marruecos el 30 de junio y que desembocarían el 27 de julio en el desastre del barranco del Lobo, fue enviado a Melilla al mes siguiente, lo que le impelería a pedir la baja en la Academia en el mes de septiembre y a trasladarse con urgencia a su destino.

### La Campaña de Melilla
Se incorporó a su Regimiento cuando la columna de la que formaba parte, al mando del general Enrique de Orozco y de la Puente, llegaba a la posición de Tauima y desde allí, bajo intenso fuego enemigo, tomaba el 25 de septiembre las llamadas Tetas de Nador. Los días siguientes dio protección a un convoy que llevaba agua y trasladaba heridos desde Nador a Tauima, realizó un reconocimiento ofensivo sobre el Zoco el Jemis de Beni bu Ifrur, en el que sostuvo un rudo combate, y auxilió a las tropas de ingenieros en sus trabajos de fortificación en Nador. Habiendo enfermado en el mes de octubre, fue trasladado al Hospital de Melilla y seguidamente embarcado hacia la Península para disfrutar en Granada de tres meses de licencia.
En enero de 1910 se incorporó a su unidad en Atlaten, participando en trabajos de construcción de carreteras y reconocimientos en la región de Beni bu Ifrur y retirándose al mes siguiente a Nador, donde permaneció a la espera de la orden para regresar a la península ibérica. Tras ser relevado su Regimiento en el mes de abril, se trasladó a Melilla, donde permaneció hasta junio dedicado a la instrucción y reconocimientos.

### Destinos en la Península
El 12 de junio llegó con su Regimiento a la plaza de Leganés (Madrid), de donde partió al mes siguiente hacia la provincia de Santander con motivo de la huelga minera, regresando a finales de septiembre. Al mes siguiente obtuvo el empleo de capitán y vacante en el Regimiento de Gravelinas n.º 41, dando así comienzo a una serie de destinos de corta duración: en diciembre pasó al Batallón de 2.ª Reserva de Almería n.º 39, en enero de 1911 al Regimiento de Córdoba n.º 10 y en agosto siguiente al Regimiento de la Reina n.º 2.
En el mes de marzo obtuvo licencia para contraer matrimonio con Carmen García Pérez, hija de Bernardino García García y Amalia Pérez Barrientos, y hermana de Antonio García Pérez Fausto García Pérez, todos ellos militares. Nacerían del matrimonio cinco hijos: Carmelina, Luis Martínez-Simancas García, Víctor Martínez-Simancas García, Julián Martínez-Simancas García y María Teresa; Víctor y Julián serían también oficiales del Ejército español.
En agosto de 1912 se decidió por un nuevo cambio de destino, esta vez al Batallón de Cazadores de Las Navas n.º 10, de guarnición en Madrid.

### De nuevo en campaña
A las órdenes del teniente coronel Luis Fernández de Castro y Tomás y a bordo del vapor "Vicente Ferrer", en marzo de 1913 se trasladó con su Batallón a Larache, de donde pasó a Alcazarquivir, para realizar reconocimientos por las inmediaciones del río Lucus, prestó servicios de fortificación y seguridad en  Arcila, socorrió al fuerte del Zoco el Tzenin, atacado por los moros, con los que se enfrentó en duro combate y, seguidamente, protegió convoyes, prestó servicio de seguridad en las posiciones y en el mes de junio se halló en el combate sostenido el día 12 en el Zoco el Tzenin a las órdenes del comandante general del Territorio, Manuel Fernández Silvestre. El excesivo esfuerzo que llevó a cabo durante esos meses le hizo enfermar, por lo que en julio le fueron concedidos dos meses de licencia para Córdoba y Madrid.
Vuelto a su destino, pasó a prestar servicios de plaza en Larache, continuando en esta situación hasta que en marzo de 1914, tras pasar por el Cuadro de Eventualidades en Melilla, fue trasladado en esa misma ciudad al Regimiento de Melilla n.º 59. Inmediatamente entró en operaciones, participando en el mes de mayo en la ocupación de varias posiciones, mereciendo su comportamiento el ser citado como “Distinguido” en la orden del Cuerpo. Al mes siguiente cooperó con su compañía en la toma de las posiciones de Ifrit Bucherit y Tistutin, volviendo a ser citado como “Distinguido”, pero tan intensa fue la actividad desplegada que en julio tuvo que ingresar en el Hospital de Melilla, del que fue dado de alta al mes siguiente. Una vez incorporado a su destino, fue destacado en octubre a Hardú, regresando a los pocos días a Melilla, donde recibió la noticia de un nuevo destino, esta vez al Batallón de Cazadores de Chiclana n.º 17, también en esa ciudad.
Entre diciembre de 1914 y febrero de 1915 prestó servicios de campaña en Segangan, permaneciendo los meses siguientes en Monte Arruit y Batel, sufriendo en esta última posición un violento ataque de los moros el 16 de mayo. En noviembre cambió de Batallón, pasando al de Reus n.º 16, que abandonó al mes siguiente al ser destinado al Regimiento de la Princesa n.º 4, en Alicante.

### Alicante
Después de unos azarosos años en tierras africanas le esperaba una apacible existencia en su nuevo destino, en el que durante 1916 fue profesor de la Academia de Cabos y ayudante mayor del Regimiento, y asistió al curso de tiro que se desarrolló en la Escuela Central de Tiro de Madrid y a las Escuelas Prácticas y ejercicios de tiro que tuvieron lugar en Agost. A partir de 1917 y durante los siguientes años fue secretario del coronel jefe del Regimiento, cesando en este cargo y en el destino al pasar en comisión como profesor a la Academia de Infantería en 1920.

### Academia de Infantería de Toledo
Entre 1920 y 1929 fue profesor en la Academia de Infantería de Toledo, en la que, además de las clases teóricas (Comunicaciones militares, Reglamento de Tiro, Telegrafía y ferrocarriles, Organización militar, Historia militar, Educación moral, Logística y Táctica, Servicios de guarnición, Tratamientos y honores, Ordenanzas y otras diversas asignaturas), asistió a las prácticas de los alumnos en el campamento de Los Alijares y formó parte de los tribunales de examen para el ingreso en la Academia, siempre en las materias de Aritmética y Álgebra. En febrero de 1922 se le concedió la plaza de profesor en plantilla y en diciembre el distintivo de profesorado.
Los siguientes años participó en numerosas Escuelas Prácticas regimentales y fue profesor de la oficialidad de la Reserva Territorial de Canarias. En febrero de 1925 fue ascendido a comandante y quedó disponible en la 1.ª Región Militar y en comisión en la Academia hasta el mes de septiembre.
Su labor docente le llevó a impartir conferencias y desempeñar otras labores en distintas comisiones. Algunos de sus discursos aparecieron en las páginas de periódicos, como las de El Adelantado de Segovia, que en mayo de 1923 recogió una conferencia que había impartido el día que la Academia desfiló por las calles de esta ciudad.
Continuó los años siguientes ejerciendo como profesor en comisión, aun después de haber sido destinado en noviembre de 1925 al Regimiento de Reserva de Soria n.º 42, en el que causó baja en marzo del año siguiente por haber sido destinado a la Academia de Infantería en plantilla.
En agosto de 1926 fue nombrado bibliotecario de la Academia y en marzo de 1927 intervino en la redacción del Plan de Estudios de la futura Academia Especial de Infantería, basado en el redactado por el director de la recién creada Academia General Militar, el general Francisco Franco Bahamonde, correspondiéndole la asignatura de Formación Moral, cuya redacción mereció los máximos elogios, teniendo en cuenta el escaso tiempo de que se había dispuesto. En septiembre de 1928, al reducirse la plantilla de la Academia por falta de alumnos, pasó a la situación de excedente, en la que se mantendría hasta agosto del año siguiente, en que fue nombrado jefe local del Servicio Nacional de Educación Física y Ciudadana de Montoro (Córdoba), cargo que desempeñó hasta su cese en diciembre de 1930, pasando entonces a la situación de disponible en la 1.ª Región Militar.

### Marruecos
En Marruecos transcurrirán los últimos años de su vida. En abril de 1931 fue nombrado ayudante de campo del general jefe de la Circunscripción de Ceuta-Tetuán y posteriormente de la Circunscripción Occidental de Marruecos, cargo que abandonó en marzo del año siguiente al pasar destinado al Grupo de Fuerzas Regulares Indígenas de Larache n.º 4, de cuyo 3.er  Tabor tomó el mando en la plaza de Alcazarquivir, en la que quedó prestando los servicios propios de su empleo. Durante 1932 realizó con su Tabor supuestos tácticos, ejercicios de fuego real y reconocimientos, fue jefe de la posición de Teffer y participó en maniobras del Grupo, hasta que en septiembre dejó el mando de su unidad al haber sido nombrado comandante mayor del Grupo, cargo en el que fue relevado en julio del año siguiente, en que tomó el mando del 1.er Tabor en Alcazarquivir, con el que se trasladó en septiembre al campamento del Jemis de Beni-Arós. En Larache coincidirá con el capitán Rafael Sánchez Gallardo, cuya hija María Victoria Sánchez de Nogués y Gallardo casará, años más tarde, con su hijo Víctor Martínez-Simancas García.
Durante los años 1934 y 1935 fue jefe de las Academias Regimentales del Grupo, residiendo en Alcazarquivir, desde donde se trasladó a los campamentos establecidos en las posiciones del Jemis de Beni Arós y Teffer, como jefe de los mismos, de los que salió frecuentemente para realizar marchas a los poblados y cabilas próximas. En diciembre del último año alcanzó el empleo de teniente coronel y permaneció en situación de disponible en la Circunscripción Occidental hasta que en febrero de 1936 se le confió el mando del Batallón de Cazadores del Serrallo n.º 8, que guarnecía Ceuta;  en abril fue nombrado director de la Biblioteca de la Circunscripción.

### Guerra Civil
Tras el golpe de Estado, a las once de la noche del 17 de julio, cumpliendo órdenes del teniente coronel Juan Yagüe, declaró el estado de guerra en Ceuta, ocupando diversas calles, edificios y organismos de la ciudad. En los días siguientes emplazó ametralladoras en el Hacho para defensa de los ataques aéreos, y sufrió bombardeos desde el aire y procedentes de la escuadra demócrata republicana. En septiembre se trasladó con su Batallón al Zoco el Arba de Beni-Hassan y seguidamente fue nombrado director de la Academia de Xauen para la formación de alféreces provisionales de todas las Armas, y encargado de la organización de cuatro batallones sobre la base del suyo, formando con todos ellos la Agrupación de Batallones del Serrallo; al mismo tiempo, fue nombrado jefe del Sector de Xauen. Cuando en el mes de marzo de 1937 llevaba impartidos cuatro cursos, fue felicitado por “la actividad, inteligencia, laboriosidad, entusiasmo y el esfuerzo continuo que ha demostrado al formar las promociones de alféreces provisionales”, dejando a continuación el mando del Batallón y encargándose en exclusiva de la dirección de la Academia.
En abril se trasladó a Burgos para formar parte de la ponencia encargada de presentar programas y planes de instrucción para las academias militares, y a su vuelta se incorporó a su Academia en Riffien, donde había sido trasladada. En octubre fue designado director de la Academia de Sargentos Provisionales, al tiempo que continuaba siéndolo de la de alféreces y era también nombrado jefe de la Milicia Nacional de Marruecos.
En marzo de 1938 obtuvo el empleo de coronel y seguidamente volvió a la Península para recorrer varias ciudades desempeñando una comisión de servicio. A su regreso a Riffien, al mes siguiente, fue nombrado coronel inspector de las Academias Militares de Riffien y Tauima, y en septiembre designado director del Curso para Capitanes Provisionales de Infantería, en la Academia Militar de Tauima, retornando a la península ibérica en comisión de servicio en ese mismo mes.
En 1939, sin haber podido luchar en el frente, pese a sus numerosas peticiones en ese sentido, cayó enfermo y fue trasladado al Hospital Militar de Tetuán, donde falleció el 9 de junio.

## Medallas, menciones y pensiones
- Medalla de plata de Alfonso XIII (1903).
- Cruz de 1.ª clase al Mérito Militar con distintivo rojo, por los méritos contraídos en el combate del Zoco el Jemis de Beni bu Ifrur, el 30 de septiembre de 1909 (1910).
- Medalla de plata conmemorativa de la campaña de Melilla con los pasadores de Nador, Zeluán, Zoco el Jemis y Atlaten (1910).
- Cruz de 1.ª clase del Mérito Militar con distintivo rojo y pensionada, por los hechos de armas realizados en el territorio de Melilla los días 14 y 15 de mayo y 8 de junio de 1914 (1915).
- Medalla del Riff con pasador de Larache (1917).
- Cruz de la Orden de San Hermenegildo (1921).
- Distintivo del profesorado (1922).
- Caballero de la Orden de la Corona de Italia (1924).
- Cruz de 2.ª clase del Mérito Militar con distintivo blanco, por los trabajos extraordinarios y servicios prestados como profesor en la Academia de Infantería (1925).
- Medalla del Homenaje a SS.MM. los Reyes de España (1925).
- Medalla de la paz de Marruecos (1928).
- Cruz pensionada de la Orden de San Hermenegildo (1929).
- Mención honorífica por su obra: De otros más que mío (1930).
- Placa de la Orden de San Hermenegildo (1932).
- Medalla conmemorativa en las campañas con pasador de Marruecos.
- Distintivo de Regulares sin derecho a barras (1935).
- Comendador (Fajama) de número de la Orden de la Mehdauia, otorgada por el Jalifa (1938).
- Placa pensionada de la Orden de San Hermenegildo (1939).

## Obras
- 1928, De otros más que mío. Ensayos de conferencias.[2]
- Mi libro.[3]
- 1928, Colaborador en la Guía oficial de Toledo.[4]